# Newt Gingrich
Newt Gingrich (teljes nevén Newton Leroy Gingrich, születéskori nevén Newton Leroy McPherson) (Harrisburg, 1943. június 17. –) amerikai politikus, 1995-től 1999-ig a képviselőház elnöke.

## Élete
Newton Leroy McPherson 1943. június 17-én született a pennsylvaniai Harrisburgben, Kathleen Daugherty és Newton McPherson gyermekeként. A szülők nem sokkal később elváltak, és Kathleen Daugherty újraházasodott Robert Gingrich katonatiszttel. Gingrich örökbe fogadta Newtot, aki így felvette nevelőapja vezetéknevét. Daugherty és az idősebb Gingrich házasságából négy gyermek született: Candace, Susan, Roberta és Randy. A Gingrich család gyakran költözött, ahogy az apát újabb és újabb állomáshelyekre helyezte a hadsereg.
Newt Gingrich a georgiai Colombusban végezte el a középiskolát, majd az atlantai Emory Egyetemre járt, ahol 1965-ben végzett. Ezután a New Orleans-i Tulane Egyetemen tanult, ahol 1968-ban mesterfokozatot, 1971-ben pedig doktori végzettséget szerzett modern európai történelemből. 1970-től 1978-ig történelmet és földrajzot tanított a West Georgia College nevű felsőoktatási intézményben (ma University of West Georgia), a georgiai Carrolltonban.
Többszöri sikertelen próbálkozás után 1978-ban megválasztották a georgiai 6. választókörzet képviselőjének a washingtoni kongresszusba. A következő két évtizedben, 1999-es lemondásáig még tíz alkalommal választották újra, és 1995-től 1999-ig házelnök (az amerikai alkotmányos rangsorban az ország harmadik embere) is volt.
Lemondása után a Fox News televíziós csatorna elemzője volt. American Solutions for Winning the Future néven civil politikai szervezetet alapított, de az néhány éves tevékenység után megszűnt. Több politikai témájú illetve szépirodalmi könyvet is írt.
A 2012-es elnökválasztási kampányban sikertelenül próbálta megszerezni pártja támogatását.

## Politikai pályafutása
Gingrich már a hatvanas években érdeklődni kezdett a politika iránt. Az 1968-as elnökválasztáson Nelson Rockefeller kampányában dolgozott. 1974-ben sikertelenül indult a Republikánus Párt jelöltjeként az Atlantától délnyugatra fekvő georgiai 6. választókörzet képviselői mandátumáért. A körzet képviselője 1954 óta a demokrata Jack Flynt volt, és meglepő volt, hogy 1974-ben, amikor a Watergate-botrány miatt a republikánusok nehéz helyzetben voltak, Gingrich kevesebb mint három százalékponttal veszített. 1976-ban Flynt és Gingrich újra megmérkőzött, de Gingrich ismét alul maradt. Végül 1978-ban, miután Flynt visszavonult, Gingrich megnyerte a választást és bejutott a Kongresszusba.

## Családja
Gingrich háromszor házasodott, első két feleségétől elvált.
Első felesége a korábbi középiskolai matematikatanára, Jacqueline Battley volt, akivel 1962. június 19-én házasodott össze, amikor Gingrich 19, Battley pedig 26 éves volt. A házasságból két lánygyermek született: Jackie és Kathy. A házaspár, amely Gingrich elmondása szerint már 1969 óta beszélt a válásról, 1980 tavaszán különköltözött. (A házasság megromlásához valószínűleg hozzájárult, hogy Gingrichnek házasságon kívüli viszonya volt Marianne Gintherrel, akivel egy politikai rendezvényen ismerkedtek össze.) Gingrich, akit munkája a Kongresszushoz kötött, a Washington melletti Fairfaxben maradt, Battley pedig visszament Georgiába, ahol 1980 szeptemberében kórházba került: egy daganatot távolítottak el a testéből. Ezzel kapcsolatban szárnyra kapott és évtizedekig tartotta magát az a történet, hogy Gingrich a kórházban, rákos felesége halálos ágyán adta át neki a válóperes papírokat, ami Gingrich ellenfeleinek szemében jelezte a politikus tisztességtelenségét. A valóság ezzel szemben az, hogy bár Gingrich feleségét 1978-ban valóban operálták méhrákkal, az 1980-as műtét során eltávolított daganat jóindulatú volt, az asszony nem volt életveszélyben, és a műtét után még 33 évet élt. A válóperes papírokat Battley már hónapokkal korábban megkapta. Abban a tanúk egyetértenek, hogy Gingrich valóban felkereste a kórházban a feleségét, ahol a válás részleteiről is beszélt vele. A válást végül 1981 februárjában mondta ki a bíróság. Jacqueline Battley Gingrich a válás után visszatért a tanításhoz, és 2013-ban hunyt el.
A 28 éves Marianne Ginther és Newt Gingrich még 1981-ben összeházasodott. A házasság, amelyből nem született gyermek, nem volt zökkenőmentes: a pár 1987 és 1993 között külön élt. Idővel Gingrich ismét házasságtörést követett el, ezúttal az akkor 33 éves Callista Bisekkel, aki a kongresszusi stáb tagja volt. Ginther és Gingrich házassága 2000-ben válással végződött.
Röviddel ezután, még 2000-ben Gingrich feleségül vette Callista Biseket, akivel azóta is házasságban élnek.